# Corticimicrobacter
Corticimicrobacter es un género de bacterias gramnegativas de la familia Alcaligenaceae. Actualmente contiene sólo una especie: Corticimicrobacter populi. Fue descrito en el año 2019. Su etimología hace referencia a corteza de árbol. El nombre de la especie hace referencia al árbol Populus. Es aerobia y móvil por flagelo polar. Tiene un tamaño de 0,5 μm de ancho por 1,1-1,3 μm de largo. Catalasa y oxidasa positivas. Temperatura de crecimiento entre 4-41 °C, óptima de 30 °C. Forma colonias circulares, convexas, lisas, traslúcidas, con márgenes enteros y de color cremoso claro tras 48 horas de incubación en agar TSA. Tiene un genoma de 3,55 Mb y un contenido de G+C de 60%. Se ha aislado de la corteza con chancro del árbol Populus euramericana en China. 